# Saint-Jammes
Saint-Jammes är en kommun i departementet Pyrénées-Atlantiques i regionen Nouvelle-Aquitaine i sydvästra Frankrike. Kommunen ligger i kantonen Morlaàs som tillhör arrondissementet Pau. År 2022 hade Saint-Jammes 634 invånare.

## Befolkningsutveckling
Antalet invånare i kommunen Saint-Jammes
| Referens: INSEE |